# Myrtilis Iulia
Myrtilis Iulia era una ciudad romana de la provincia de Lusitania, que fue elevada al estatus de municipium en tiempos del emperador Augusto. Corresponde a la actual Mértola (Portugal).
En la historia antigua de la península ibérica Myrtilis fue inicialmente una colonia tartésica o fenicia, y tras la dominación cartaginesa pasó a ser controlada por los romanos. En ese momento, a finales del siglo II a. C., eran considerados del ámbito del pueblo prerromano que denominaron túrdulos. 
Su emplazamiento y ubicación responden a evidentes ventajas estratégicas: una colina sobre el río Guadiana, en uno de los puntos más septentrionales en que aún es navegable en las condiciones de la navegación antigua. Era por tanto el lugar más propicio para la salida comercial de los productos de la región circundante, el actual Alentejo, notablemente rica en productos agrícolas, explotados en las cercanas villae, y en yacimientos minerales de plata, oro y estaño. La ciudad más cercana, con la que estaba conectada por una calzada era Pax Iulia, durante mucho tiempo confundida con la actual Badajoz -España-, aunque en realidad era la actual Beja -Portugal-.
Las invasiones germánicas en la península ibérica la afectaron, siendo controlada inicialmente por los suevos y posteriormente por los visigodos. El comercio se redujo, pero permaneció activo, como evidencian los hallazgos de lápidas griegas datadas en los siglos VI y VII, que sugieren la presencia de comerciantes bizantinos.